# Sociedade Nazonalista Pondal

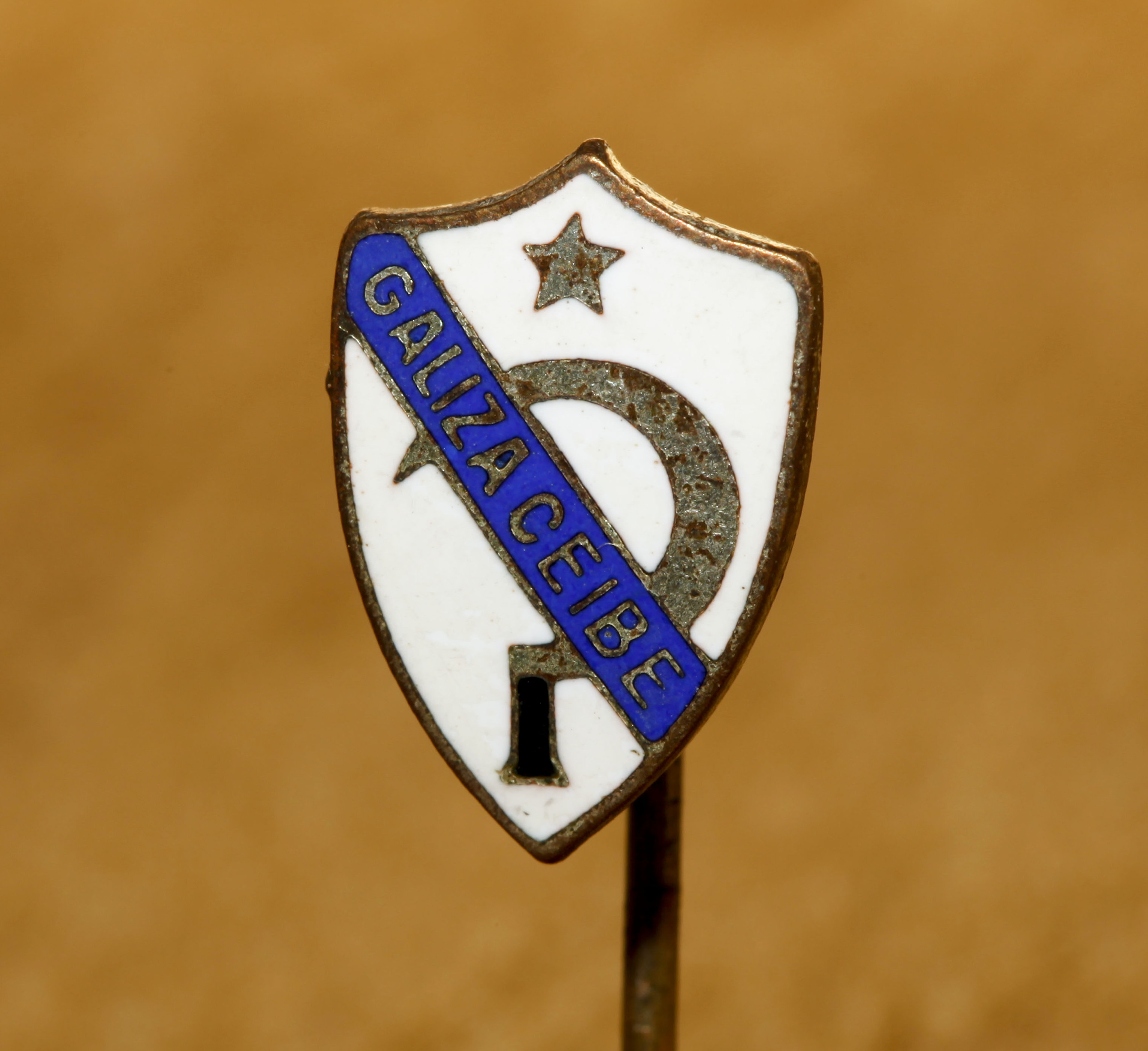
Insignia de la Sociedade Nazonalista Pondal, 1929

La Sociedade Nazonalista Pondal (en español: Sociedad Nacionalista Pondal) fue una asociación independentista gallega de Buenos Aires (Argentina) activa entre los años 1927 y 1938.

## Trayectoria
En 1927 la Irmandade Nazonalista Galega de Buenos Aires se convirtió en una asociación cultural llamada "Sociedade d'Arte Pondal", que adoptó el nuevo nombre de Sociedade Nazonalista Pondal. Fundada por Moisés da Presa, Bernardo Souto, Clemente López Pasarón, Lino Pérez y Bieito Fernández Álvarez. Poseía un boletín llamado "A Fouce" (La Hoz), el cual fue publicado hasta 1938.
La Sociedade Nazonalista Pondal fue una de las primeras asociaciones importantes que abogó por la plena independencia de Galicia, y asimismo trató de promover un partido independentista gallego, sin mucho éxito. La persona en quien recaería en Galicia la creación de ese partido sería Álvaro de las Casas, quien impulsara en 1932 los primeros grupos Ultreya.
En 1938 se autodisuelve para favorecer la unidad del galleguismo mientras Galicia permaneciese bajo un régimen dictatorial, y la mayoría de sus miembros se integraron en el "Grupo Galeguista de Bos Aires". La SNP contó en sus años de existencia con alrededor de 100 socios.
Entre 1938 y 1941 sus miembros participan en la reorganización del nacionalismo gallego en el exilio, poniendo su experiencia militante al servicio de dicha causa. Los tres vocales de la primera directiva de la "Irmandade Galega" serían antiguos miembros de la SNP (Vicente Barros, Pedro Campos Couceiro y Xohán González). En 1941 se relanzó "A Fouce", que se volvería a publicar hasta 1944 y de la que Vicente Barros sería el nuevo director.
- Datos: Q3398545